# Gendun Lhundrub
Gendun Lhundrub tibétain : དགེ་འདུན་ལྷུན་གྲུབ་, Wylie : dge 'dun lhun grub, chinois : 更登冷智, 根敦楞珠, aussi appelé Rongbo Gendun Lhundrub (tibétain : རོང་བོ་དགེ་འདུན་ལྷུན་གྲུབ, Wylie : rong bo dge ’dun lhun grub), est un écrivain et moine tibétain disparu depuis 2020. 

## Biographie
Gendun Lhundrub est né en 1974 à Rebkong dans une famille nomade.
Il reçoit une éducation monastique au monastère de Rebkong Dargye, celui de Rebgong Rongpo, de Labrang Tashi Kyil et de Serta Labrang. 
En octobre 2020, il publie une anthologie intitulée « Khorwa » (Samsara, ou existence cyclique). 
Gendun Lhundrub a plaidé pour la liberté d'expression des écrivains et des artistes, comme en témoignent ses écrits sur le site Waseng-drak, un site Web en langue tibétaine fermé après son arrestation.
Ses œuvres poétiques, qui comprennent des pièces comme « Black Rosary », « Melody of Life » et « White Book », lui ont valu une grande estime parmi les Tibétains du monde entier pour ses prouesses littéraires.
Rongbo Gendun Lhundrub, qui s'inspire de la vie et des aspirations actuelles, emploie fréquemment des tournures de style et de la poésie de Kāvyādarśa dans ses propres écrits, qu'il enseigne dans des cours informels.
Le 2 décembre 2020, la police du comté de Tongren (tib. Rebgong), préfecture autonome tibétaine de Huangnan (tib. Malho), province du Qinghai, arrête Lhundrub au monastère de Rongwo à Rebgong, alors qu'il se rend à un débat religieux. Les autorités auraient surveillé Lhundrub après qu'il a remis en question la politique chinoise de sinisation du bouddhisme tibétain lors d'un atelier dans la région de Rebgong. 
La sinisation du bouddhisme tibétain est une priorité sous la direction de Xi Jinping. 
En mai 2022, Lhundrub est détenu dans un centre de détention de la municipalité de Xining au Qinghai. Les autorités auraient interdit à sa famille de lui rendre visite et l'auraient forcé à traduire des textes bouddhistes tibétains en mandarin.
L'état de santé et le lieu de sa détention restent inconnus.

## Publications
- (bo) Phreṅ ba nag po, 2010, (ཕྲེན་བ་ནག་པོ, Chapelet noir)
- (bo) Hi-ma-la-yaʼi gdung glu, 2014,  (ISBN 9787542022042) (Chanson himalayenne)